# Armand Fraiture
Armand Joseph Alexis Ghislain Fraiture (Namen, 4 januari 1876 - Linkebeek, 17 mei 1945) was een Belgisch senator.

## Levensloop
Fraiture was vakbondssecretaris binnen het ABVV in het Luikse.
In 1921 werd hij socialistisch gecoöpteerd senator en vervulde dit mandaat tot in 1929.
In de senaat behoorde hij tot de critici van de Belgische koloniale politiek en was hij van oordeel dat die vooral veel menselijk leed veroorzaakte en allerlei ravages aanrichtte.

## Publicatie
- Malthus et sa loi de la population, L'Eglantine, Brussel, 1928.